# Бремсберг
Бремсберг (нем. Bremsberg, от Bremse — тормоз и Berg — гора) — используется в двух случаях для описания процесса подъёма груза по наклонной плоскости.
1. Подземная наклонная горная выработка, не имеющая непосредственного выхода на земную поверхность, как правило пройденная по пласту полезного ископаемого (по линии падения) и служащая для спуска полезного ископаемого в вагонетках или конвейерами с вышележащего на нижележащий горизонт. В том случае, когда бремсберг пройден по пустой породе его называют «полевым» (полевой бремсберг). Синоним слова «бремсберг» — термин «спуск».
2. Наземное подъёмное устройство, образованное двумя наклонными рельсовыми путями с движущимися по ним вагонетками с грузом. При этом поднимающаяся (менее гружёная) вагонетка движется за счёт тяжести более тяжёлой (более гружёной) вагонетки. В своё время бремсберги широко использовались в горнодобывающей промышленности, например, Урала, и их остатки можно было видеть до середины XX века (около реки Исеть) под Екатеринбургом.

Оригинальная конструкция бремсберга до сих пор используется для подъёма пассажиров на гору Нероберг в Висбадене (фуникулёр). При этом для утяжеления спускаемого вниз пассажирского вагона применяется вода, наливаемая в специальную цистерну, входящую в конструкцию вагонов.